# 백양역 (김화)
백양역(白楊驛) 은 지금의 조선민주주의인민공화국 강원도 평강군에 위치했던 금강산선의 철도역이다.

## 연혁
- 1925년 12월 20일 : 김화~금성 간 개통과 함께 백양리역(白楊里驛)으로 영업 개시[1]
- 일자 불명[2] : 백양역으로 개칭
- 1950년 : 한국 전쟁으로 폐지